# Livfana

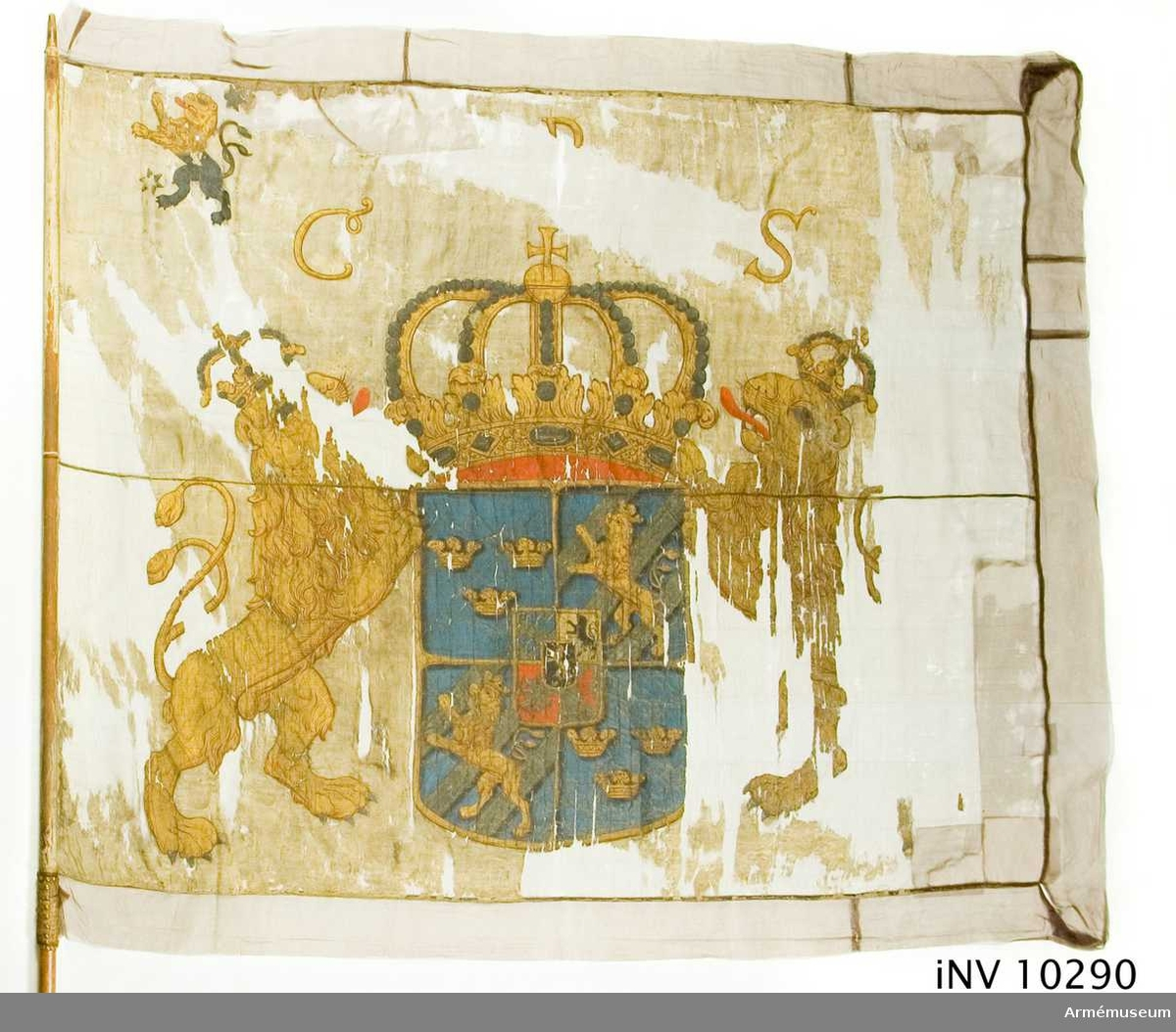
Livfana för Skaraborgs regemente enligt 1686 års fanreglemente.

Livfana kallades truppfanan vid livkompaniet – överstens kompani – vid infanteriregementena i många europeiska länders arméer. De var ofta vita, medan kompanifanorna var i andra färger.

## Frankrike
Systemet med livfanor och kompanifanor kommer från Frankrike. Det franska infanteriets livfanor (drapeau colonel) var vita, medan kompanifanorna (drapeau d'ordonnance) fördes i regementets färger. Bruket avskaffades vid den franska revolutionen.

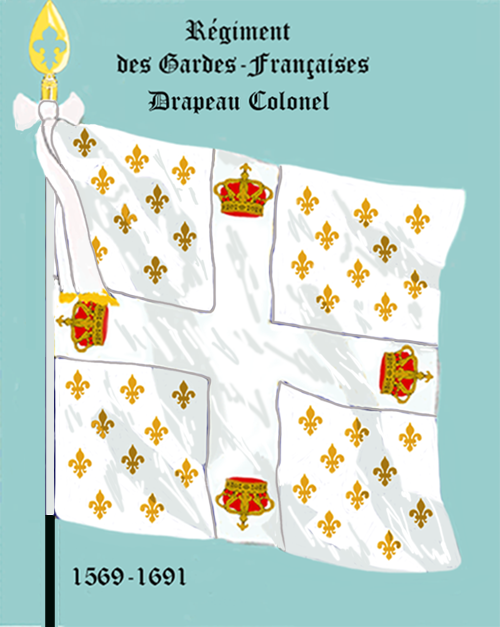
Livfana för Franska gardet 1569.
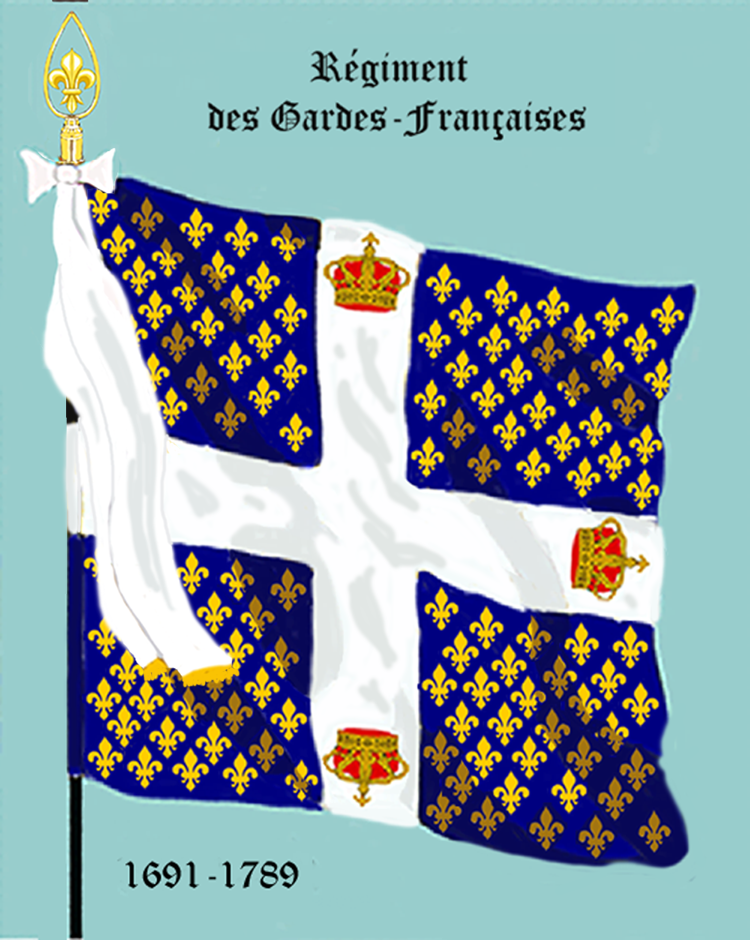
Kompanifana för samma regemente.
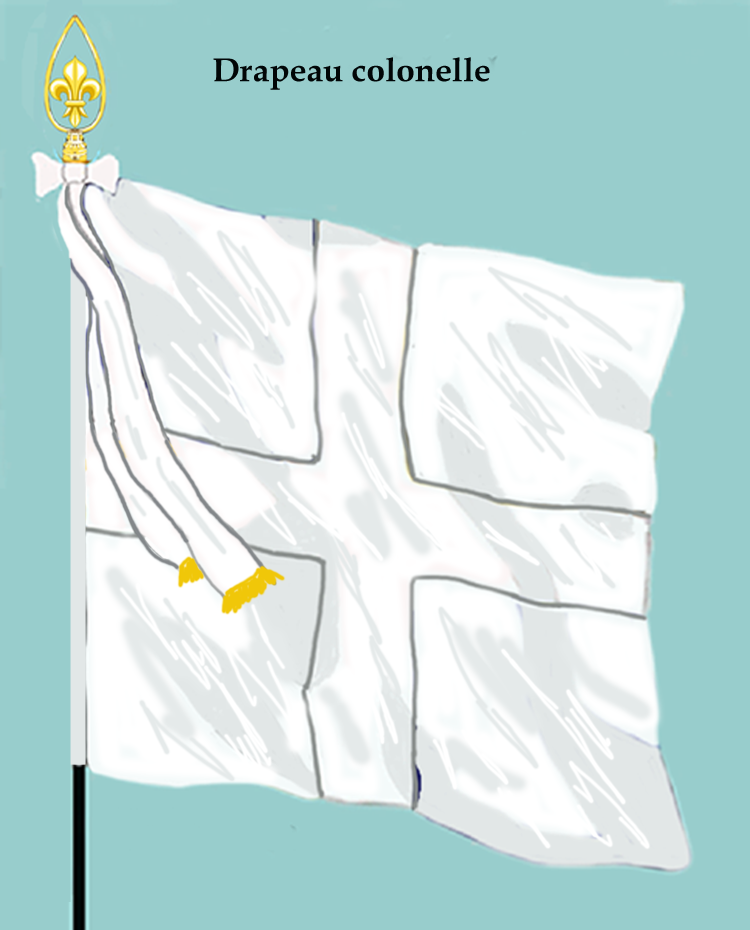
Livfanemodell för de franska linjeregementena.
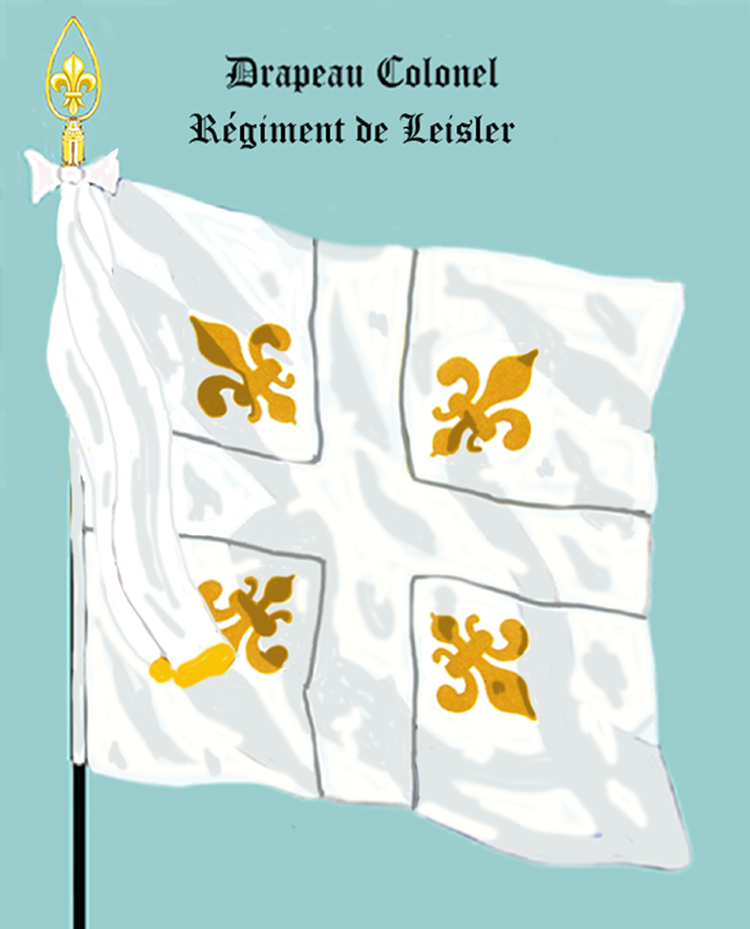
Främlings- regementena förde livfanor av särskilda modeller för varje regemente. Denna livfana fördes av regementet Royal suédois 1742-1760.
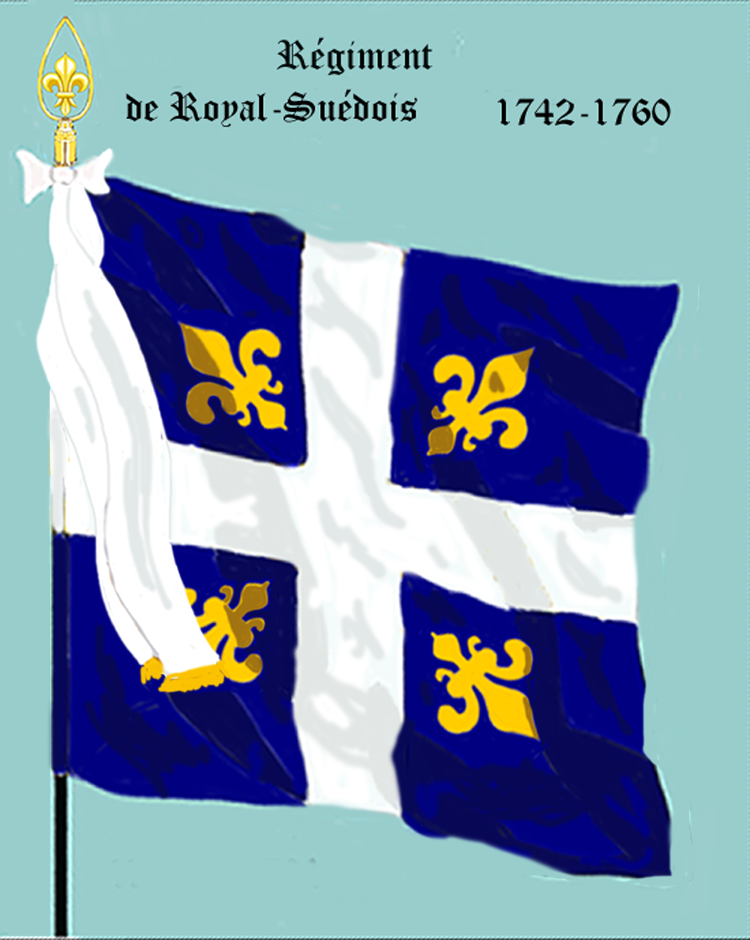
Samtidigt fördes denna kompanifana.
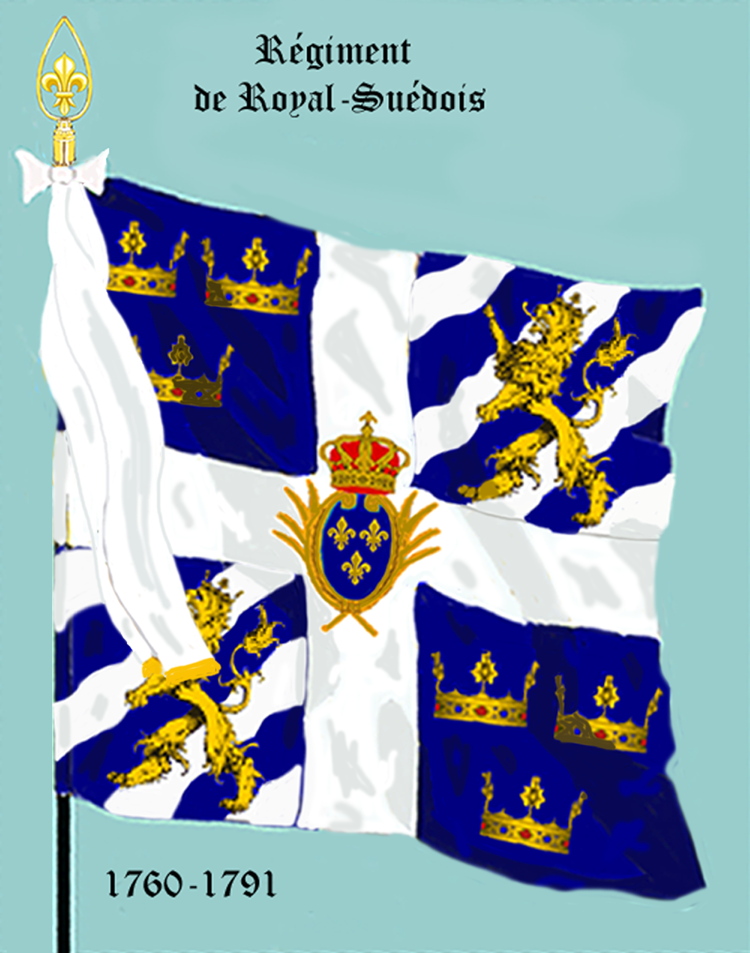
Fransk-Svenska 'De Royal-Suédois' kompanifana från 1760.

## Spanien
Genom de bourbonska reformerna infördes det franska fansystemet i den spanska armén. Livfanan (bandera coronela ) fördes av livbataljonen, medan de två andra bataljonerna förde bataljonsfanor (bandera de ordenanza). Bägge var vita, men med olika design. Denna ordning varade till 1843 då armén fick fanor av nationsfanetyp.

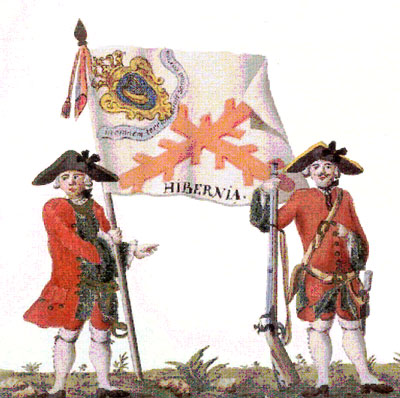
Livfanan hade enligt 1718 år fanreglemente ett burgundiskt kors samt det kungliga vapnet. Denna livfana avviker eftersom den fördes av ett irländskt regemente i spansk tjänst. Den har därför Irlands vapen istället för Spaniens.
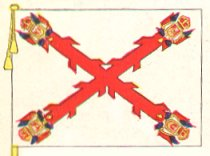
Bataljonsfana med burgundiskt kors.
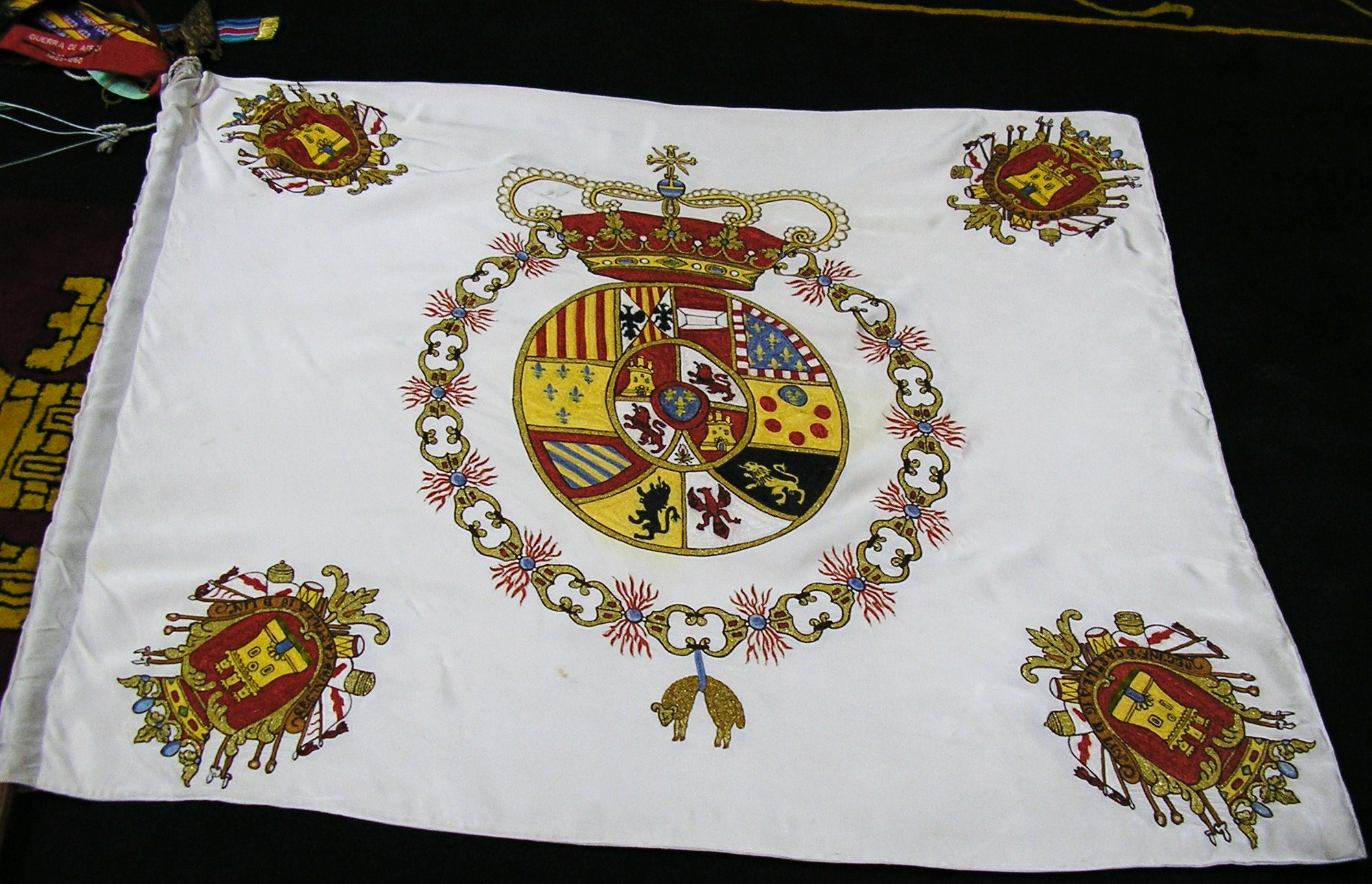
Livfana enligt 1768 år spanska fanreglemente.
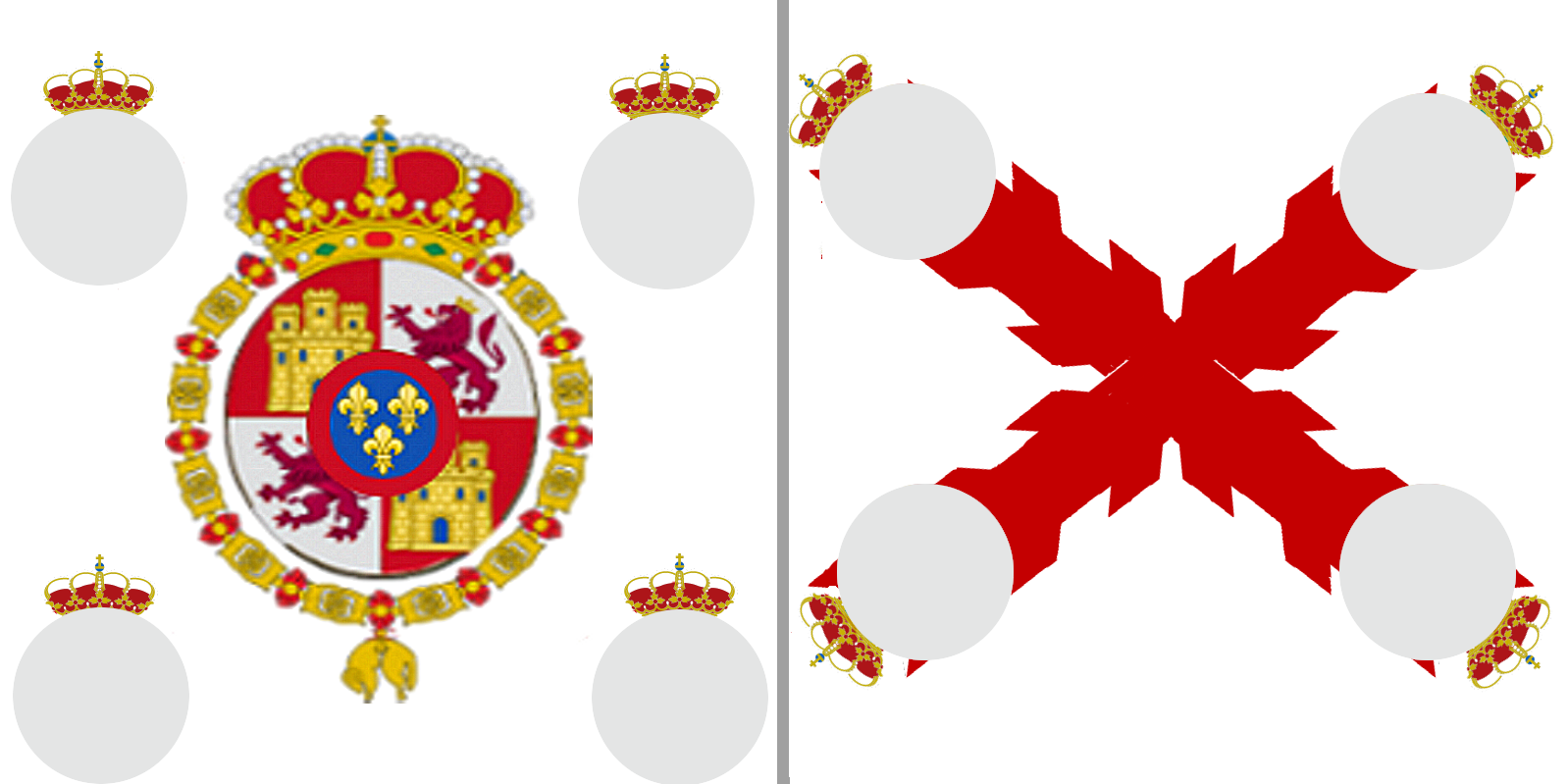
Livfana (till vänster) och bataljonsfana (till höger) enligt 1768 års spanska fanreglemente.

## Sverige
Vid de svenska indelta och värvade infanteriregementena användes livfanor så länge kompanifanor fördes (bataljonsfanor av nationsfanemodell infördes 1819). Livfanan var vit med riksvapnet på båda sidor och landskapsvapnet i övre, inre hörnet. Kompanifanornas hade regementets färger. Vid de indelta regementena var det landskapets färger. Livgardet och Livregementet hade vita kompanifanor.

Livfana för Hälsinge regemente enligt 1682 års fanreglemente.

## Storbritannien
Livfanans motsvarighet i Storbritanniens armé kallas King's Colour. Den har som grund den brittiska unionsflaggan. Sedan 1751 är den en av de två fanor som en infanteribataljon för. Den andra fanan kallas Regimental Colour. Vid gardesregementena är ordningen omkastad; drottningens fana är i regementsfärgen, medan regementsfanan har unionsflaggan som grund vilket liknar den ordning som fanns före 1751.

Modern brittisk livfana för linjeregemente med segernamn på korsarmen.
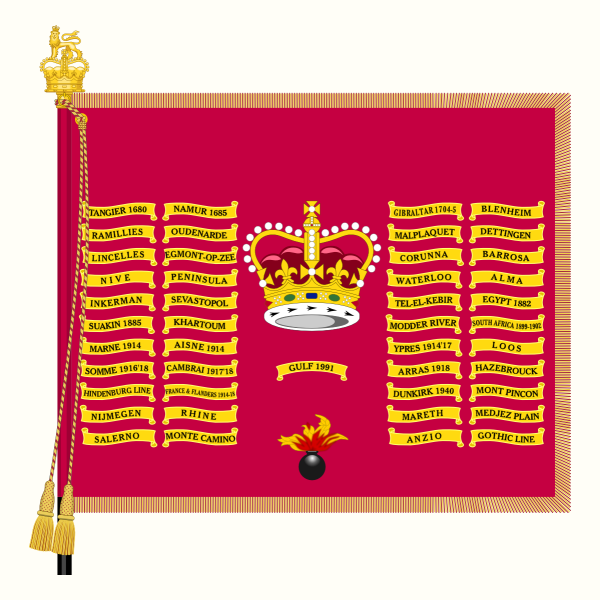
Modern livfana för ett brittiskt gardesregemente med segernamn på fanduken.

## Tyskland
Även i Tyskland fanns bruket med en vit livfana (Leibfahne) och färgade kompanifanor (Kompaniefahnen) vid infanteriet.

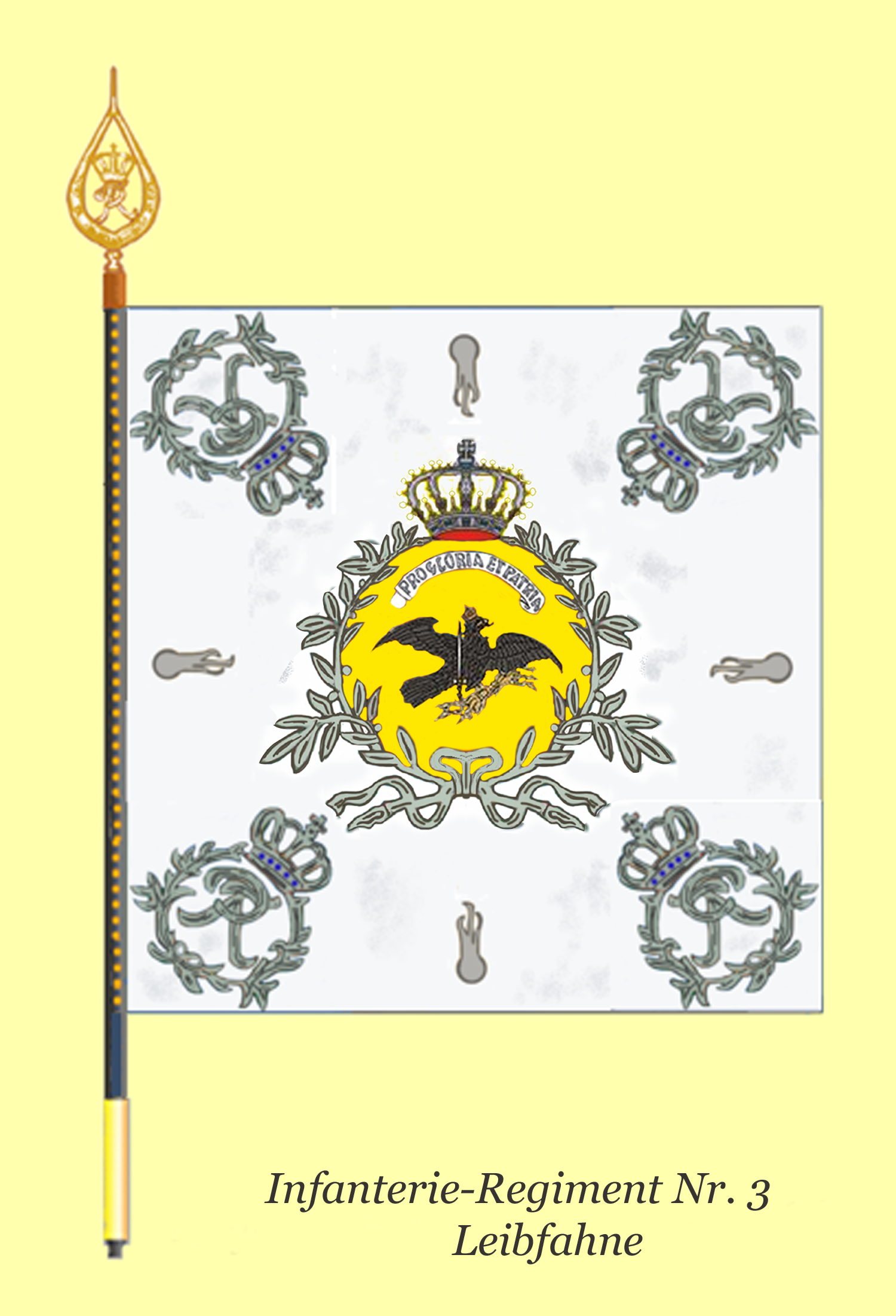
Preussisk livfana från 1700-talet.
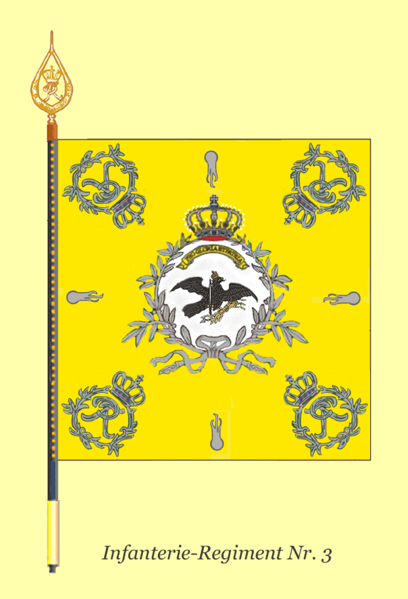
Kompanifana från samma regemente.

## Österrike
I Österrike brukades under sjuttonhundratalet standardiserade vita livfanor (Leibfahnen) och gula kompanifanor (Ordinaires) vid infanteriet. Livfanan hade en bild av Jungfru Maria på åtsidan och av den habsburgska dubbelörnen på frånsidan. Fanan omgavs av en bård med stiliserade flammor i de habsburgska (svart-guld) och österrikiska (rött-vitt) färgerna.

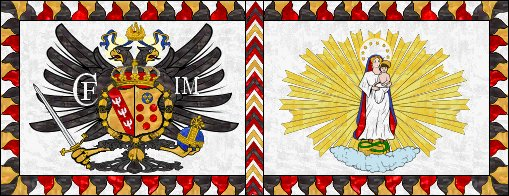
Österrikisk livfana från 1700-talet (frånsida och åtsida).
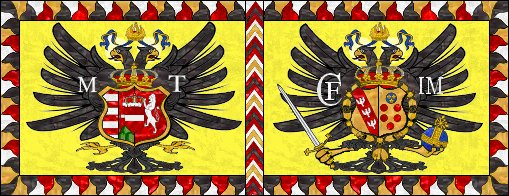
Samtida österrikisk kompanifana (frånsida och åtsida).